# Lagerstroemia
Lagerstroemia (L., 1759) è un genere di piante appartenente alla famiglia delle Lythraceae, originaria della zona a clima tropicale compresa tra Sud-est asiatico ed Australia settentrionale. Il nome è un omaggio all'uomo d'affari svedese Magnus Lagerström (1691-1759).

## Descrizione
Il genere comprende alberi o arbusti originari dell'Asia tropicale. Si tratta di piante a ramificazioni tetragone, con foglie opposte o alterne alla sommità, a fiori purpurei o bianchi bibratteolate, a pannocchia. Questo genere comprende quaranta specie, delle quali ventisette sono originarie del Vietnam. Si tratta spesso di grandi alberi, con corteccia liscia e cadente in placche (motivo per cui in Italia viene comunemente chiamato "albero di San Bartolomeo" santo che subì il martirio della scorticatura), il cui legno è utilizzato per la sua tenacità e flessibilità.

## Tassonomia

### Specie
Il genere Lagerstroemia è stato descritto dal naturalista svedese Linneo nel 1759, che lo ha dedicato al suo compatriota Magnus Lagerström.
Al suo interno sono comprese le seguenti 50 specie:
- Lagerstroemia amabilis Makino
- Lagerstroemia amabilis Makino
- Lagerstroemia anhuiensis X.H. Guo & S.B. Zhou
- Lagerstroemia calyculata Kurz
- Lagerstroemia caudata Chun & F.C.How ex S.K.Lee & L.F.Lau
- Lagerstroemia celebica Blume
- Lagerstroemia cochinchinensis Laness.
- Lagerstroemia densa C.H.Gu & D.D.Ma
- Lagerstroemia densiflora W.J.de Wilde & Duyfjes
- Lagerstroemia duperreana Pierre ex Gagnep.
- Lagerstroemia engleriana Koehne
- Lagerstroemia excelsa (Dode) Chun ex S.Lee & L.F.Lau
- Lagerstroemia floribunda Jack
- Lagerstroemia fordii Oliv. & Koehne
- Lagerstroemia gagnepainii Furtado & Montien
- Lagerstroemia glabra (Koehne) Koehne
- Lagerstroemia guilinensis S.K.Lee & L.F.Lau
- Lagerstroemia huamotensis W.J.de Wilde & Duyfjes
- Lagerstroemia hypoleuca Kurz
- Lagerstroemia indica L.
- Lagerstroemia kratiensis W.J.de Wilde & Duyfjes
- Lagerstroemia langkawiensis Furtado & Montien
- Lagerstroemia lecomtei Gagnep.
- Lagerstroemia limii Merr.
- Lagerstroemia loudonii Teijsm. & Binn.
- Lagerstroemia macrocarpa Kurz
- Lagerstroemia menglaensis C.H.Gu, M.C.Ji & D.D.Ma
- Lagerstroemia micrantha Merr.
- Lagerstroemia microcarpa Wight
- Lagerstroemia minuticarpa Debb. ex P.C.Kanjilal
- Lagerstroemia noei Craib
- Lagerstroemia ovalifolia Teijsm. & Binn.
- Lagerstroemia paniculata (Turcz.) S. Vidal
- Lagerstroemia parviflora Roxb.
- Lagerstroemia petiolaris Pierre ex Gagnep.
- Lagerstroemia poilanei W.J.de Wilde & Duyfjes
- Lagerstroemia pterosepala Furtado & Montien
- Lagerstroemia pustulata Furtado & Montien
- Lagerstroemia ruffordii T.T.Pham & Tagane
- Lagerstroemia speciosa (L.) Pers.
- Lagerstroemia spireana Gagnep.
- Lagerstroemia subangulata (Craib) Furtado & Montien
- Lagerstroemia subcostata Koehne
- Lagerstroemia suprareticulata S.K.Lee & L.F.Lau
- Lagerstroemia thomsonii Koehne
- Lagerstroemia tomentosa C.Presl
- Lagerstroemia undulata Koehne
- Lagerstroemia vanosii W.J.de Wilde & Duyfjes
- Lagerstroemia venusta Wall. ex C.B.Clarke
- Lagerstroemia villosa Wall. ex Kurz

### Sinonimi
- Tsjinkin Adans., 1763[2]
- Murtughas Kuntze, 1891[3]

## Usi
- Lagerstroemia angustifolia, fornisce un legno che rimpiazzava quello di noce per i calci dei fucili e le vecchie eliche di aeroplano
- Lagerstroemia speciosa è la più ornamentale delle sue specie, con fiori grandi e belli[4].

Sono piante importanti per le api, perché fioriscono l'estate, quando le fioriture sono scarse, per il nettare ed il polline che forniscono loro.

## Galleria d'immagini

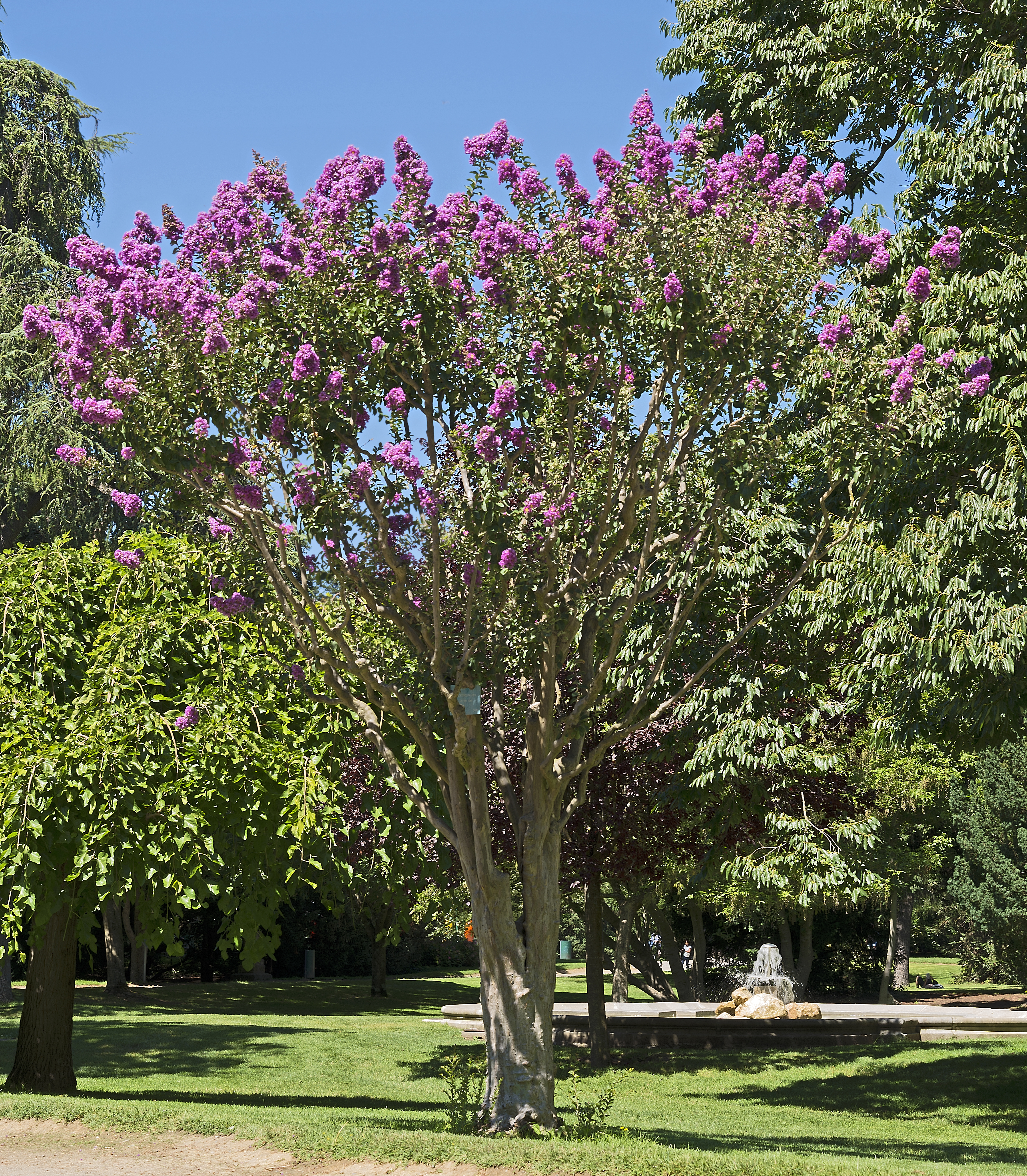
Lagerstroemia indica - Orto botanico di Tolosa.
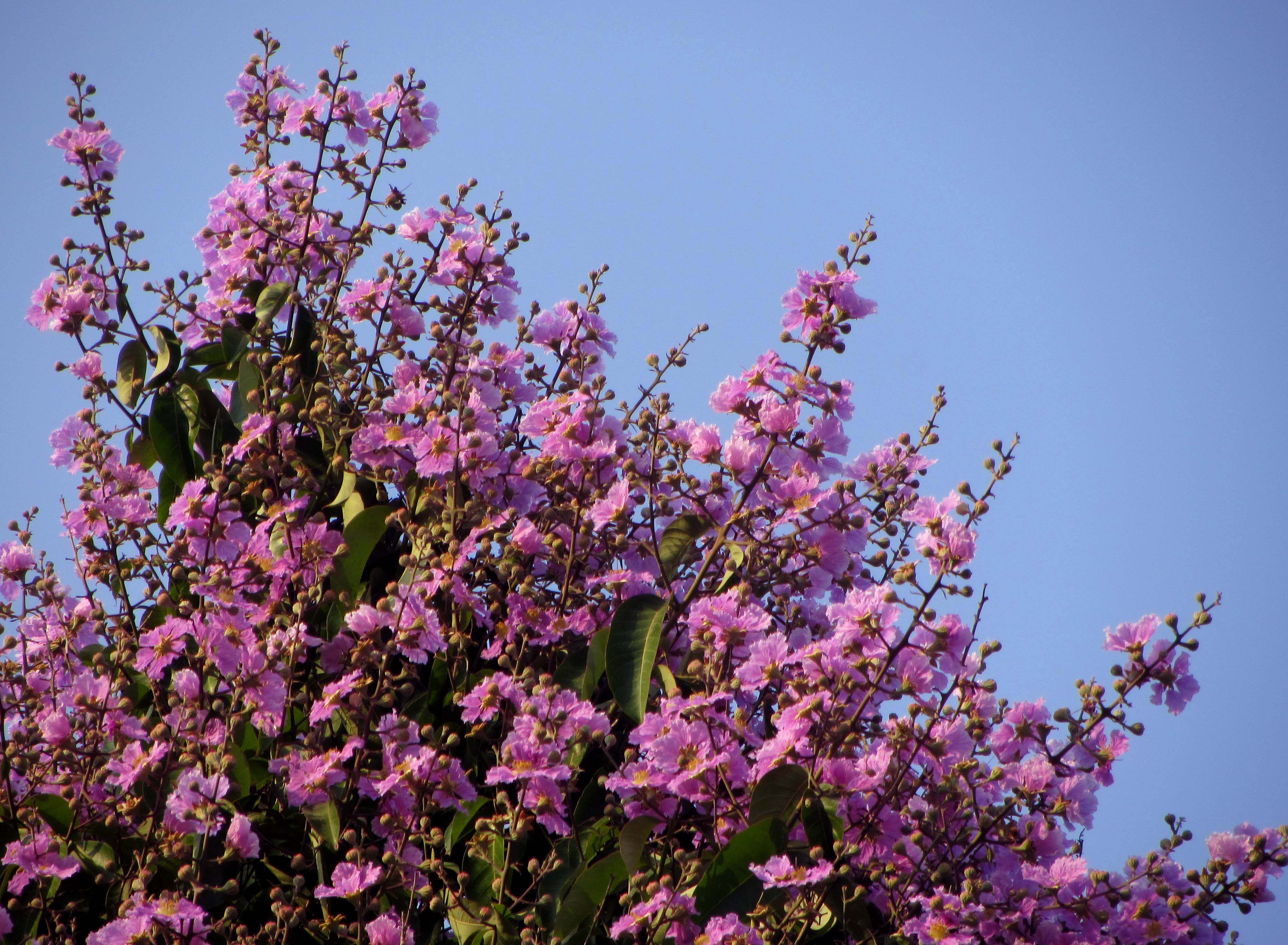
Lagerstroemia speciosa.
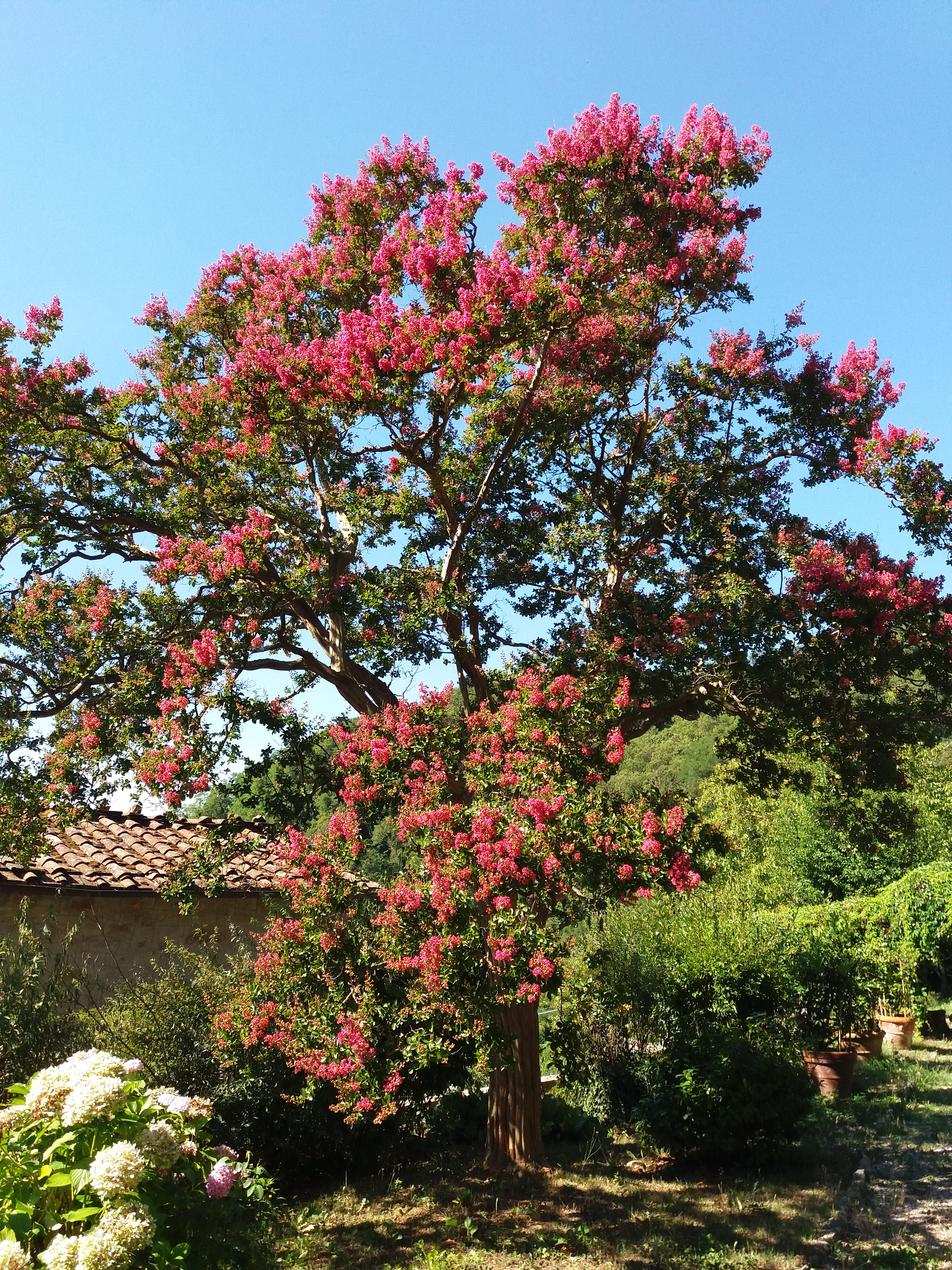
Lagestroemia, Garfagnana.